# (974) Lioba
Pour les articles homonymes, voir Lioba.
(974) Lioba est un astéroïde de la ceinture principale découvert le 18 mars 1922 par l'astronome allemand Karl Reinmuth.
Sa désignation provisoire était 1922 LS.